# Apostolska nunciatura v Nemčiji
Apostolska nunciatura v Nemčiji je diplomatsko prestavništvo (veleposlaništvo) Svetega sedeža v Nemčiji, ki ima sedež v Berlinu. 
Trenutni apostolski nuncij je Nikola Eterović.

## Seznam apostolskih nuncijev
- Cesare Speciano (1592 - 1598)
- Attilio Amalteo (1606 - 1610)
- Pier Luigi Carafa starejši (15. julij 1624 - 20. september 1634)
- Ciriaco Rocci (18. maj 1630 - 1634)
- Fabio Chigi (11. junij 1639 - 1651)
- Francesco Buonvisi (16. julij 1670 - 3. november 1672)
- Gianantonio Davia (8. avgust 1690 - 12. februar 1696)
- Fabrizio Paolucci (24. februar 1696 - 3. december 1700)
- Giulio Piazza (23. december 1702 - 15. julij 1706)
- Giovanni Battista Caprara Montecuccoli (18. december 1766 - 6. september 1775)
- Carlo Bellisomi (20. september 1775 - 7. maj 1785)
- Bartolomeo Pacca (24. april 1786 - 21. marec 1794)
- Annibale Francesco Clemente Melchiore Girolamo Nicola della Genga (14. marec 1794 - 1804)
- Francesco Serra Cassano (6. oktober 1818 - 3. julij 1826)
- Michele Viale-Prelà (20. julij 1841 - 7. maj 1845)
- Carlo Luigi Morichini (23. maj 1845 - 2. avgust 1847)
- Carlo Sacconi (6. junij 1851 - 5. oktober 1853)
- Antonio Saverio De Luca (24. december 1853 - 9. september 1856)
- Flavio Chigi (24. april 1857 - 1. oktober 1861)
- Matteo Eustachio Gonella (1. oktober 1861 - 22. junij 1866)
- Pier Francesco Meglia (26. oktober 1866 - 10. julij 1874)
- Angelo Bianchi (13. november 1874 - 8. junij 1877)
- Gaetano Aloisi Masella (5. junij 1877 - 30. september 1879)
- Angelo Di Pietro (21. marec 1882 - 23. maj 1887)
- Fulco Luigi Ruffo-Scilla (23. maj 1887 - 20. marec 1889)
- Antonio Agliardi (9. april 1889 - 12. junij 1893)
- Andrea Aiuti (7. junij 1893 - 26. september 1896)
- Cesare Sambucetti (13. januar 1900 - ?)
- Carlo Caputo (14. januar 1904 - avgust 1907)
- Andreas Franz Frühwirth (26. oktober 1907 - november 1916)
- Giuseppe Aversa (4. december 1916 - 12. april 1917)
- Eugenio Maria Giuseppe Giovanni Pacelli (20. april 1917 - 9. februar 1930)
- Alberto Vassallo-Torregrossa (1925 - 31. maj 1934)
- Aloysius Joseph Muench (9. marec 1951 - 9. december 1959)
- Corrado Bafile (13. februar 1960 - 11. julij 1975)
- Guido Del Mestri (12. avgust 1975 - 3. avgust 1984)
- Josip Uhač (3. avgust 1984 - 21. junij 1991)
- Lajos Kada (22. avgust 1991 - 22. september 1995)
- Giovanni Lajolo (7. december 1995 - 7. oktober 2003)
- Erwin Josef Ender (25. november 2003 - 15. oktober 2007)
- Jean-Claude Périsset (15. oktober 2007 - 21. september 2013)
- Nikola Eterović (21. september 2013 - danes)